# Anton Rop
Anton Rop (ur. 27 grudnia 1960 w Lublanie) – słoweński polityk i ekonomista, parlamentarzysta i minister, premier w latach 2002–2004, od 2002 do 2005 przewodniczący Liberalnej Demokracji Słowenii.

## Życiorys
Ukończył w 1984 studia na wydziale ekonomii Uniwersytetu Lublańskiego. Od 1985 do 1992 był asystentem dyrektora w instytucie analiz makroekonomicznych i rozwoju w Lublanie. Publikował w tym czasie artykuły na temat inwestycji i wolnego rynku.
W 1993 został sekretarzem stanu w resorcie stosunków gospodarczych i rozwoju, gdzie zajmował się m.in. sprawami prywatyzacji. Od 1996 do 2000 sprawował urząd ministra pracy, rodziny i spraw społecznych. W 2000 po kilkumiesięcznej przerwie powrócił do rządu, obejmując stanowisko ministra finansów.
W 2002, po wyborze premiera Janeza Drnovška na prezydenta, Anton Rop 11 grudnia został premierem. W tym samym roku został też przewodniczącym Liberalnej Demokracji Słowenii. Na czele rządu stał do 9 listopada 2004, odszedł po przegranych przez jego ugrupowanie wyborach parlamentarnych. W 2005 stracił stanowisko lidera LDS, na którym zastąpił go Jelko Kacin.
W 2007 Anton Rop opuścił liberałów, przechodząc do partii Socjaldemokratów. Z ramienia tego ugrupowania w wyborach w 2008 po raz kolejny uzyskał mandat poselski.
W sierpniu 2010 z ramienia Słowenii objął funkcję wiceprezesa w Europejskim Banku Inwestycyjnym (instytucji finansowej UE).